# Erich Schmidt (historien)
Pour les articles homonymes, voir Schmidt.
Ne doit pas être confondu avec Erich Schmidt (musicien).
Erich Schmidt (né le 20 juin 1853 à Iéna et mort le 29 avril 1913 à Berlin) est un érudit littéraire allemand.

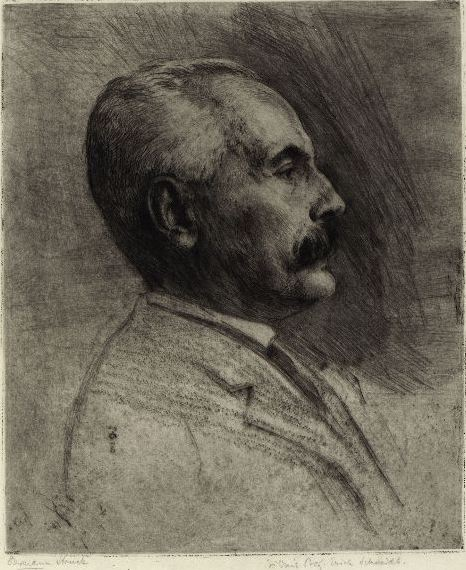
Erich Schmidt

## Biographie
Erich Schmidt, fils du zoologiste Eduard Oscar Schmidt, étudie à Graz, Iéna et Strasbourg. Il devient membre de la fraternité Arminia Graz. Après des études auprès de Wilhelm Scherer, il est maître de conférences en histoire littéraire à partir de 1875 et professeur agrégé de philologie allemande à Strasbourg à partir de 1877, puis professeur ordinaire à Vienne à partir de 1880. Il enseigne également à Berlin au lycée Victoria, établissement d'enseignement secondaire pour femmes fondé par Georgina Archer. En 1885, il devient directeur des Archives Goethe à Weimar. En 1887, il obtient une chaire de langue et littérature allemandes à l'Université Frédéric-Guillaume de Berlin. En 1890, il prononce le discours lors de l'inauguration du monument de Lessing (de) au Tiergarten de Berlin. De 1909 à 1910, il est recteur de l'université. De 1906 jusqu'à sa mort, il est président de la société Goethe à Weimar. En 1895, il est accepté comme membre à part entière de l'Académie prussienne des sciences.
Après sa mort, Schmidt est inhumé le 3 mai 1913 au cimetière de Fürstenbrunner Weg. Son dernier lieu de repos est une tombe familiale au cimetière de Jérusalem et de la nouvelle église (division IV) sur la Bergmannstraße à Berlin-Kreuzberg, qui est conservée de 1990 à 2012 comme tombe honorifique de l'État de Berlin.
Sa vaste bibliothèque est acquise par l'éditeur Rudolf Mosse et rendue accessible au public en 1914 au Palais Mosse (de) sur la Leipziger Platz à Berlin. En 1945, elle est détruite lors d'un raid aérien.

## Publications (sélection)
- Komödien vom Studentenleben aus dem sechzehnten und siebzehnten Jahrhundert. Vortrag gehalten auf der Trierer Philologenversammlung. Leipzig 1880, 35 Seiten. (Digitalisat)